# Aleks Weber
Aleks Weber (* 21. Januar 1961 in Winterthur; † 14. April 1994 ebenda), mit bürgerlichem Namen Alex Weber, war ein Schweizer  Maler, Zeichner und erlangte als einer von zwei Hauptbeteiligten an den Winterthurer Ereignissen schweizweite Bekanntheit.

## Leben
Weber wurde am 21. Januar 1961 in Winterthur geboren und wuchs in der Stadt auf. Ab 1979 wurde er als Maler, Zeichner sowie in den Bereichen Video-, Objekt- und Aktionskunst tätig. Als sein Mentor und Entdecker gilt der Maler Bendicht Fivian (1940–2019). 1991 wanderte er mit einem Stipendium der Stadt Zürich nach New York aus, wo er ein Atelier am West Broadway in Lower Manhattan besass. Er kehrte zwei Jahre später mit fortschreitender AIDS-Krankheit in die Schweiz zurück. 
Aleks Weber starb am 14. April 1994 33-jährig in seinem Elternhaus. Seine Asche wurde beim «Chinesenbrüggli» in die Töss gestreut.

## Werk
Seine expressiven-realistischen Werke werden teilweise den Jungen Wilden zugerechnet. Während seiner Haft entstanden über 400 Kunstwerke und auch seine erste Ausstellung im Kunstmuseum Winterthur fällt in diese Zeit. Der Vorschlag von Webers Förderer Fivian, ihm eine Einzelausstellung in der Kunsthalle Winterthur zu widmen, soll jedoch vom Präsidenten der Kommission der Kunsthalle mit der Begründung abgelehnt worden sein, dass ansonsten alle Punks dorthin kämen und dies nicht drinliege. Während seiner Haftzeit wurde er von der städtischen Kunstkommission für ein Stipendium vorgeschlagen, wogegen jedoch der freisinnige Kulturvorstand und spätere Stadtpräsident Martin Haas sein Veto einlegte. 1987 erhielt er nach seiner Freilassung Werkbeiträge der Cassinelli-Vogel-Stiftung sowie der Steo-Stiftung, beide aus Zürich. 

## Politischer Aktivismus
1981 wurde er erstmals im Nachgang einer Demonstration gegen den Verkauf von Schwerwasser-Anlagen an Argentiniens Militärjunta durch die Sulzer AG verhaftet, zehn Tage inhaftiert und danach in einem von der linken Presse kritisierten Urteil zu einer Freiheitsstrafe verurteilt. Wenig später wurde er bei einer Razzia im Jugendhaus nochmals verhaftet, aber nicht angeklagt. 1994 bekam er ein Stipendium des Kantons Zürich.
Im November 1984 wurde er im Rahmen der Winterthurer Ereignisse als einer der Hauptverdächtigen verhaftet, darauf verbrachte er zweieinhalb Jahre in Isolationshaft. Ihm wurde unter anderem ein Anschlag auf das Haus von Bundesrat Rudolf Friedrich vorgeworfen. Nach einem Monat in Haft nahm sich seine Freundin Gabi S. das Leben, nachdem man sie mittels eines anonymen Schmähbriefs gegen Weber auszuspielen versucht hatte. Da die Behörden nicht noch einen zweiten Suizid riskieren wollten, wurde Weber in eine videoüberwachte Zelle und später nach Regensdorf verlegt. Dort wurde er positiv auf HIV getestet.
Weber wurde im September 1986 in erster Instanz vom Obergericht zu acht Jahren Zuchthaus verurteilt. Dieses Urteil wurde in der linken Presse unter anderem als «politisch motiviert» kritisiert und vom Kassationsgericht wegen willkürlicher Beweisführung aufgehoben, wodurch Weber am 23. Juli 1987 wieder auf freien Fuss kam. 
In einer erneuten Verhandlung vor dem Obergericht wurde er am 20. Februar 1989 wegen drei Sprengstoffanschlägen zu vier Jahren Zuchthaus verurteilt. Diese Strafe hatte er durch seine Untersuchungshaftzeit bereits abgesessen. Der Anschlag auf Friedrichs Haus konnte ihm nicht nachgewiesen werden.

## Ausstellungen
- Einzelausstellung in Galerie Kunst Zone, Winterthur, 1996.
- No queremos un trozo de tarta sino todo la pasteleria. Kunstmuseum Olten, 2006.
- Kurz und heftig. Kunstatelier Oxyd, Winterthur, 2014.
- Malen gegen die Enge. Kunstatelier Oxyd, Winterthur, 2023.

## Filme
- Verhör und Tod in Winterthur. Dokumentation nach dem gleichnamigen Titel des Buches von Erich Schmid, Schweiz, 2002, Regie: Richard Dindo (mit zahlreichen Bildern von Aleks Weber).